# Pantukan
Pantukan è una municipalità di prima classe delle Filippine, situata nella Provincia di Davao de Oro, nella Regione del Davao.
Pantukan è formata da 13 baranggay:
- Araibo
- Bongabong
- Bongbong
- Kingking (Pob.)
- Las Arenas
- Magnaga
- Matiao
- Napnapan
- P. Fuentes
- Tag-Ugpo
- Tagdangua
- Tambongon
- Tibagon